# Powiat świdnicki, Nedre Schlesiens vojvodskap
För distriktet med samma namn i Lublins vojvodskap i östra Polen, se Powiat świdnicki, Lublins vojvodskap.
Powiat świdnicki är ett administrativt distrikt i sydvästra Polen, tillhörande Nedre Schlesiens vojvodskap. Huvudort är staden Świdnica. Befolkningen uppgick till 159 326 invånare i juni 2010.

## Administrativ kommunindelning

### Stadskommuner
- Świdnicas stad
- Świebodzice

### Stads- och landskommuner
- Jaworzyna Śląska
- Strzegom
- Żarów

### Landskommuner
- Dobromierz
- Marcinowice
- Gmina Świdnica, Świdnicas landskommun.